# Brøndbyvester Mølle
Brøndbyvester Mølle ligger i bydelen Brøndbyvester i Brøndby Kommune og er kommunens vartegn. Den er opført i 1888. I 1944 blev den købt af købmand Holger Nielsen, der indrettede en blikkenslagervirksomhed i møllen. I 1950 blev møllen taget ud af drift. Den blev i 1967 overtaget af Brøndby Kommune, der senere indrettede et værested for ældre i møllerhuset.